# Ferrari F2001
Ferrari F2001 byl jedním z nejúspěšnějších vozů Formule 1, navržený dvojicí Rory Byrne, Ross Brawn pro sezónu 2001. Vůz se účastnil celé této sezóny a ještě prvních třech závodů sezóny 2002.
Základní koncepce vozu vycházela z předešlého typu Ferrari F1-2000 a použila některé designové prvky převzaté z McLarenu. Paradoxně k změnám v aerodynamice došlo, protože se změnila pravidla a bylo nutno upravit věci, které do té doby byly charakteristické prvky italského designu. Přesto zůstal patrný nižší nos vozu a prodloužené bočnice v zadní části vozu. Znovu byly použity takzvané periskopové výfuky propagované týmem v 1998. F2001 používal stejnou základní převodovku a vnitřní uspořádání jako jeho předchůdce, nicméně aerodynamická efektivita a pneumatiky prošly značným vývojem a byly citelně vylepšeny.
Vůz, který byl sestrojen v nezvykle krátkém termínu, se ukázal být rychlejší než soupeř McLaren. Výraznou konkurencí tohoto vozu tak byla pouze stáj Williams, jejíž vůz měl výrazně horší aerodynamické vlastnosti, ale byl vybavený pozoruhodně silným motorem od firmy BMW. Přesto se od prvního závodu tento vůz dokázal prosazovat a Ferrari s ním získalo Pohár konstruktérů, Michael Schumacher se stal suverénním způsobem mistrem světa a Rubens Barrichello získal třetí místo.

## Technické údaje
- Délka: 4 485 mm
- Šířka: 1 796 mm
- Výška: 959 mm
- Váha: 600 Kg (včetně pilota, vody a oleje)
- Rozchod kol vpředu: 1 470 mm
- Rozchod kol vzadu: 1 405 mm
- Rozvor: 3 010 mm
- Převodovka: Poloautomatická sedmistupňová
- Brzdy: Brembo
- Tlumiče: Sachs
- Motor: Ferrari tipo 050
  - V10 90°
  - Zdvihový objem:
  - Výkon: 835 bhp(622kW) /18 500 otáček
  - Vrtání:
  - Zdvih:
  - Ventily: 40
  - Mazivo: Shell
  - Palivo: Shell
  - Váha: 95
  - Vstřikování Magneti Marelli
  - Palivový systém Magneti Marelli
- Pneumatiky: Bridgestone

## Statistika
- 20 Grand Prix
- 10 vítězství
- 13 pole positions
- 3 nejrychlejších kol
- 197 bodů (2001 – 177 b Michael Schumacher 123, Rubens Barrichello 54; 2002 – 14 pouze M. Schumacher)
- 26 x podium
- 19 x 1. řada

## Výsledky v sezoně 2001 a 2002
| Legenda k tabulce | Legenda k tabulce                                                                       |
| Barva             | Výsledek                                                                                |
| ----------------- | --------------------------------------------------------------------------------------- |
| Zlatá             | Vítěz                                                                                   |
| Stříbrná          | 2. místo                                                                                |
| Bronzová          | 3. místo                                                                                |
| Zelená            | Bodované umístění                                                                       |
| Modrá             | Nebodované umístění                                                                     |
| Modrá             | Dokončil neklasifikován (NC)                                                            |
| Fialová           | Odstoupil (Ret)                                                                         |
| Červená           | Nekvalifikoval se (DNQ)                                                                 |
| Červená           | Nepředkvalifikoval se (DNPQ)                                                            |
| Černá             | Diskvalifikován (DSQ)                                                                   |
| Bílá              | Nestartoval (DNS)                                                                       |
| Bílá              | Závod zrušen (C)                                                                        |
| Světle modrá      | Pouze trénoval (PO)                                                                     |
| Světle modrá      | Páteční testovací jezdec (TD)                                                           |
| Bez barvy         | Netrénoval (DNP)                                                                        |
| Bez barvy         | Vyřazen (EX)                                                                            |
| Bez barvy         | Nepřijel (DNA)                                                                          |
| Bez barvy         | Odvolal účast (WD)                                                                      |
| Bez barvy         | Nezúčastnil se (prázdné)                                                                |
| Označení          | Význam                                                                                  |
| Tučnost           | Pole position                                                                           |
| Kurzíva           | Nejrychlejší kolo                                                                       |
| †                 | Jezdec nedojel do cíle, ale byl klasifikován, protože odjel více než 90 % délky závodu. |
| ‡                 | Byl udělován poloviční počet bodů, protože bylo odjeto méně než 75 % délky závodu.      |
| Horní index       | Umístění bodujících jezdců ve sprintu                                                   |

| Rok  | Šasi    | Motor           | Pneu | Jezdci             | 1   | 2   | 3   | 4   | 5   | 6   | 7   | 8   | 9   | 10  | 11  | 12  | 13  | 14  | 15  | 16  | 17  | Body | Umístění |
| ---- | ------- | --------------- | ---- | ------------------ | --- | --- | --- | --- | --- | --- | --- | --- | --- | --- | --- | --- | --- | --- | --- | --- | --- | ---- | -------- |
| 2001 | Ferrari | Ferrari 050 V10 | B    |                    | AUS | MAL | BRA | SMR | ESP | EUR | AUT | MON | CAN | FRA | GBR | GER | HUN | BEL | ITA | USA | JPN | 179  | 1.       |
| 2001 | Ferrari | Ferrari 050 V10 | B    | Michael Schumacher | 1   | 1   | 2   | Ret | 1   | 2   | 1   | 2   | 1   | 1   | 2   | Ret | 1   | 1   | 4   | 2   | 1   | 179  | 1.       |
| 2001 | Ferrari | Ferrari 050 V10 | B    | Rubens Barrichello | 3   | 2   | Ret | 3   | Ret | 3   | 2   | Ret | 5   | 3   | 3   | 2   | 2   | 5   | 2   | 15  | 5   | 179  | 1.       |
| 2002 | Ferrari | Ferrari 051 V10 | B    |                    | AUS | MAL | BRA | SMR | ESP | AUT | MON | CAN | EUR | GBR | FRA | GER | HUN | BEL | ITA | USA | JPN | 221* | 1.       |
| 2002 | Ferrari | Ferrari 051 V10 | B    | Michael Schumacher | 1   | 3   |     |     |     |     |     |     |     |     |     |     |     |     |     |     |     | 221* | 1.       |
| 2002 | Ferrari | Ferrari 051 V10 | B    | Rubens Barrichello | Ret | Ret | Ret |     |     |     |     |     |     |     |     |     |     |     |     |     |     | 221* | 1.       |

* 14 bodů s vozem F2001